# Con Tango son tres
Con Tango son tres es un libro infantil escrito por Peter Parnell y Justin Richardson, e ilustrado por Henry Cole. El libro se basa en la historia real de Roy y Silo, dos pingüinos barbijo del zoológico del Central Park, Nueva York. El libro sigue los seis años de su vida, en los cuales formaron una pareja homosexual y se les dio un huevo para criar. Editado en inglés en 2005, la editorial española Serres publicó en 2006 la versión en español traducido por Francesc Strino.
El libro ha sido reconocido con numerosos premios, pero también ha sido el centro de actos de censura, y debates sobre el matrimonio igualitario, la adopción y la homosexualidad en los animales.

Escribimos el libro para ayudar a los padres a explicarle a los chicos acerca de las familias del mismo sexo. No es más argumento a favor de las relaciones gay que a favor de comer los peces crudos o dormir en las rocas.
Justin Richardson (coautor)
New York Times (2005)

## Resumen

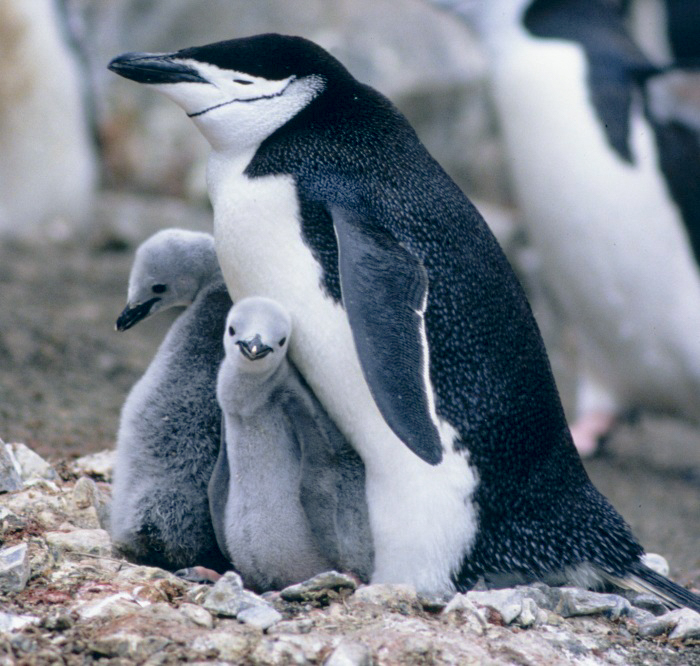
Roy y Silo, dos pingüinos barbijo machos del Zoológico del Central Park, Nueva York, similares a los retratados en la foto, se hicieron internacionalmente conocidos luego de formar pareja y haber incubado un huevo introducido en su nido, criando con éxito a Tango.

El libro se basa en la historia verdadera de Roy y Silo, dos pingüinos barbijo. Después de algún tiempo de observarlos, Rob Gramzay, el guarda del zoo del Central Park, descubrió que estos dos pingüinos machos que estaban siempre juntos, eran pareja. En el año 2000, al ver el comportamiento tierno de Roy y Silo, decidió darles la oportunidad de crear una familia. Tango, su cría, nació de un huevo de otra pareja de pingüinos, que se llaman Betty y Porkey.
Esta pareja acostumbra a incubar sus propios huevos, pero nunca habían sido capaces de ocuparse de más de uno al mismo tiempo. Cuando Betty puso dos huevos fértiles, Gramzay colocó el huevo sobrante en el nido vacío que había construido la pareja. Se eligió ese nombre para la cría, porque 'se necesitan dos para bailar un tango'. 

## Premios y nominaciones
Premios Nacionales:
- Asociación Americana de Bibliotecas: Libro Infantil Distinguido (2006)
- Premio Henry Bergh de la Sociedad Americana para la Prevención de la Crueldad contra los Animales (2005)
- Nickelodeon Magazine: Mejor Libro Familiar del Año (2006)
- Premios Bank Street College of Education: Mejor Libro del Año (2006)
- Elegido por el Consejo Cooperativo de Libros Infantiles (2006)
- Lambda Literary Award: finalista (2006)

Premios de los grupos de niños:
- Sheffield Children's Book Award - preseleccionados (2008)